# Женска рукометна репрезентација Шведске
Женска рукометна репрезентација Шведске у организацији Рукометног савеза Шведске (Svenska Handbollförbundet) представља Шведску у рукомету на свим значајнијим светским и континенталним такмичења.

## Резултати

### Олимпијске игре
| Година      | Позиција              | Од.                   | П                     | Н                     | И                     | ГД                    | ГП                    | ГР                    |
| ----------- | --------------------- | --------------------- | --------------------- | --------------------- | --------------------- | --------------------- | --------------------- | --------------------- |
| 1976.       | Није се квалификовала | Није се квалификовала | Није се квалификовала | Није се квалификовала | Није се квалификовала | Није се квалификовала | Није се квалификовала | Није се квалификовала |
| 1980.       | Није се квалификовала | Није се квалификовала | Није се квалификовала | Није се квалификовала | Није се квалификовала | Није се квалификовала | Није се квалификовала | Није се квалификовала |
| 1984.       | Није се квалификовала | Није се квалификовала | Није се квалификовала | Није се квалификовала | Није се квалификовала | Није се квалификовала | Није се квалификовала | Није се квалификовала |
| 1988.       | Није се квалификовала | Није се квалификовала | Није се квалификовала | Није се квалификовала | Није се квалификовала | Није се квалификовала | Није се квалификовала | Није се квалификовала |
| 1992.       | Није се квалификовала | Није се квалификовала | Није се квалификовала | Није се квалификовала | Није се квалификовала | Није се квалификовала | Није се квалификовала | Није се квалификовала |
| 1996.       | Није се квалификовала | Није се квалификовала | Није се квалификовала | Није се квалификовала | Није се квалификовала | Није се квалификовала | Није се квалификовала | Није се квалификовала |
| 2000.       | Није се квалификовала | Није се квалификовала | Није се квалификовала | Није се квалификовала | Није се квалификовала | Није се квалификовала | Није се квалификовала | Није се квалификовала |
| 2004.       | Није се квалификовала | Није се квалификовала | Није се квалификовала | Није се квалификовала | Није се квалификовала | Није се квалификовала | Није се квалификовала | Није се квалификовала |
| 2008.       | 8. место              | 6                     | 2                     | 0                     | 4                     | 147                   | 168                   | −21                   |
| 2012.       | 11. место             | 5                     | 0                     | 0                     | 5                     | 108                   | 131                   | −23                   |
| 2016.       | 7. место              | 6                     | 2                     | 1                     | 3                     | 170                   | 174                   | −4                    |
| 2020.       | 4. место              | 8                     | 4                     | 1                     | 3                     | 237                   | 228                   | +9                    |
| Париз 2024. | 4. место              | 8                     | 5                     | 0                     | 3                     | 229                   | 218                   | +11                   |
| Укупно      | 5/13                  | 33                    | 13                    | 2                     | 18                    | 891                   | 919                   | –28                   |

### Светско првенство
| Година | Позиција              | Од.                   | П                     | Н                     | И                     | ГД                    | ГП                    | ГР                    |
| ------ | --------------------- | --------------------- | --------------------- | --------------------- | --------------------- | --------------------- | --------------------- | --------------------- |
| 1957   | 8. место              | 4                     | 1                     | 0                     | 3                     | 9                     | 19                    | −10                   |
| 1962   | Није се квалификовала | Није се квалификовала | Није се квалификовала | Није се квалификовала | Није се квалификовала | Није се квалификовала | Није се квалификовала | Није се квалификовала |
| 1965   | Није се квалификовала | Није се квалификовала | Није се квалификовала | Није се квалификовала | Није се квалификовала | Није се квалификовала | Није се квалификовала | Није се квалификовала |
| 1971   | Није се квалификовала | Није се квалификовала | Није се квалификовала | Није се квалификовала | Није се квалификовала | Није се квалификовала | Није се квалификовала | Није се квалификовала |
| 1973   | Није се квалификовала | Није се квалификовала | Није се квалификовала | Није се квалификовала | Није се квалификовала | Није се квалификовала | Није се квалификовала | Није се квалификовала |
| 1975   | Није се квалификовала | Није се квалификовала | Није се квалификовала | Није се квалификовала | Није се квалификовала | Није се квалификовала | Није се квалификовала | Није се квалификовала |
| 1978   | Није се квалификовала | Није се квалификовала | Није се квалификовала | Није се квалификовала | Није се квалификовала | Није се квалификовала | Није се квалификовала | Није се квалификовала |
| 1982   | Није се квалификовала | Није се квалификовала | Није се квалификовала | Није се квалификовала | Није се квалификовала | Није се квалификовала | Није се квалификовала | Није се квалификовала |
| 1986   | Није се квалификовала | Није се квалификовала | Није се квалификовала | Није се квалификовала | Није се квалификовала | Није се квалификовала | Није се квалификовала | Није се квалификовала |
| 1990   | 13. место             | 6                     | 3                     | 1                     | 2                     | 137                   | 119                   | +18                   |
| 1993   | 6. место              | 7                     | 4                     | 0                     | 3                     | 140                   | 124                   | +16                   |
| 1995   | 11. место             | 8                     | 4                     | 0                     | 4                     | 175                   | 166                   | +9                    |
| 1997   | Није се квалификовала | Није се квалификовала | Није се квалификовала | Није се квалификовала | Није се квалификовала | Није се квалификовала | Није се квалификовала | Није се квалификовала |
| 1999   | Није се квалификовала | Није се квалификовала | Није се квалификовала | Није се квалификовала | Није се квалификовала | Није се квалификовала | Није се квалификовала | Није се квалификовала |
| 2001   | 8. место              | 9                     | 6                     | 0                     | 3                     | 228                   | 224                   | +4                    |
| 2003   | Није се квалификовала | Није се квалификовала | Није се квалификовала | Није се квалификовала | Није се квалификовала | Није се квалификовала | Није се квалификовала | Није се квалификовала |
| 2005   | Није се квалификовала | Није се квалификовала | Није се квалификовала | Није се квалификовала | Није се квалификовала | Није се квалификовала | Није се квалификовала | Није се квалификовала |
| 2007   | Није се квалификовала | Није се квалификовала | Није се квалификовала | Није се квалификовала | Није се квалификовала | Није се квалификовала | Није се квалификовала | Није се квалификовала |
| 2009   | 13. место             | 8                     | 6                     | 0                     | 2                     | 247                   | 191                   | +56                   |
| 2011   | 9. место              | 6                     | 3                     | 0                     | 3                     | 164                   | 123                   | +41                   |
| 2013   | Није се квалификовала | Није се квалификовала | Није се квалификовала | Није се квалификовала | Није се квалификовала | Није се квалификовала | Није се квалификовала | Није се квалификовала |
| 2015   | 9. место              | 6                     | 4                     | 1                     | 1                     | 211                   | 160                   | +51                   |
| 2017   | 4. место              | 9                     | 6                     | 0                     | 3                     | 262                   | 231                   | +31                   |
| 2019   | 7. место              | 9                     | 6                     | 1                     | 2                     | 262                   | 214                   | +48                   |
| 2021   | 5. место              | 7                     | 4                     | 2                     | 1                     | 270                   | 167                   | +103                  |
| 2023   | 4. место              | 9                     | 7                     | 0                     | 2                     | 261                   | 204                   | +57                   |
| Укупно | 12/26                 | 89                    | 54                    | 5                     | 29                    | 2366                  | 1942                  | +404                  |

### Европско првенство
| Година | Позиција              | Од.                   | П                     | Н                     | И                     | ГД                    | ГП                    | ГР                    |
| ------ | --------------------- | --------------------- | --------------------- | --------------------- | --------------------- | --------------------- | --------------------- | --------------------- |
| 1994   | 7. место              | 6                     | 3                     | 0                     | 3                     | 134                   | 145                   | −11                   |
| 1996   | 8. место              | 6                     | 2                     | 0                     | 4                     | 142                   | 171                   | −29                   |
| 1998   | Није се квалификовала | Није се квалификовала | Није се квалификовала | Није се квалификовала | Није се квалификовала | Није се квалификовала | Није се квалификовала | Није се квалификовала |
| 2000   | Није се квалификовала | Није се квалификовала | Није се квалификовала | Није се квалификовала | Није се квалификовала | Није се квалификовала | Није се квалификовала | Није се квалификовала |
| 2002   | 15. место             | 3                     | 0                     | 0                     | 3                     | 79                    | 94                    | −15                   |
| 2004   | 14. место             | 3                     | 0                     | 0                     | 3                     | 68                    | 81                    | −13                   |
| 2006   | 6. место              | 7                     | 3                     | 0                     | 4                     | 156                   | 170                   | −14                   |
| 2008   | 9. место              | 6                     | 2                     | 2                     | 2                     | 134                   | 135                   | −1                    |
| 2010   | 2. место              | 8                     | 6                     | 0                     | 2                     | 199                   | 176                   | +23                   |
| 2012   | 8. место              | 6                     | 3                     | 1                     | 2                     | 153                   | 142                   | +11                   |
| 2014   | 3. место              | 8                     | 5                     | 1                     | 2                     | 238                   | 220                   | +18                   |
| 2016   | 8. место              | 6                     | 1                     | 1                     | 4                     | 149                   | 156                   | −7                    |
| 2018   | 6. место              | 7                     | 3                     | 1                     | 3                     | 191                   | 192                   | −1                    |
| 2020   | 11. место             | 6                     | 1                     | 1                     | 4                     | 148                   | 162                   | −14                   |
| 2022   | 5. место              | 7                     | 5                     | 0                     | 2                     | 206                   | 179                   | +27                   |
| Укупно | 13/15                 | 72                    | 29                    | 7                     | 36                    | 1791                  | 1844                  | −53                   |

## Састав репрезентације
Састав на СП 2023.
| Бр. | Поз. | Име и презиме          | Датум рођења (године) | Висина | Наступи | Голови | Клуб                 |
| --- | ---- | ---------------------- | --------------------- | ------ | ------- | ------ | -------------------- |
| 1   | Г    | Јохана Бундсен         | 3. јун 1991.          | 1,85 m | 132     | 2      | Севехоф              |
| 3   | ДБ   | Нина Копанг            | 31. мај 2002.         | 1,78 m | 15      | 18     | Севехоф              |
| 4   | ЛК   | Оливија Мелегор        | 17. јун 1996.         | 1,77 m | 73      | 155    | Севехоф              |
| 6   | СБ   | Карин Стремберг        | 10. јул 1993.         | 1,84 m | 138     | 207    | Нептун де Нант       |
| 7   | П    | Лин Блом               | 20. мај 1992.         | 1,80 m | 152     | 439    | Ђер                  |
| 8   | ЛБ   | Јамина Робертс         | 28. мај 1990.         | 1,76 m | 218     | 543    | Виперс Кристијансанд |
| 10  | ДК   | Матилда Лундстрем      | 20. децембар 1996.    | 1,65 m | 65      | 89     | Силкеборг            |
| 12  | Г    | Ирма Шјет              | 18. новембар 1998.    | 1,79 m | 7       | 0      | Икаст                |
| 17  | ДБ   | Нина Дано              | 12. јун 2000.         | 1,72 m | 40      | 77     | Оденсе               |
| 19  | П    | Ана Лагерквист         | 16. октобар 1993.     | 1,75 m | 108     | 126    | Нептун де Нант       |
| 21  | Г    | Евелина Ериксон        | 20. август 1996.      | 1,84 m | 17      | 1      | Букурешт             |
| 23  | СБ   | Ема Линдквист          | 17. септембар 1997.   | 1,77 m | 74      | 151    | Икаст                |
| 24  | ДК   | Натали Хагман          | 19. јул 1991.         | 1,67 m | 205     | 744    | Рамнику Валча        |
| 29  | ЛБ   | Кристин Тоурлеифсдотир | 13. јануар 1998.      | 1,82 m | 44      | 51     | Елит                 |
| 35  | П    | Софија Хвенфелт        | 23. април 1996.       | 1,80 m | 12      | 10     | Битигхајм            |
| 38  | ЛК   | Елин Хансон            | 7. август 1996.       | 1,73 m | 58      | 150    | Елит                 |
| 42  | СБ   | Џени Карлсон           | 17. април 1995.       | 1,72 m | 45      | 122    | Брест Бретањ         |
| 44  | СБ   | Данијела де Јонг       | 1. септембар 1998.    | 1,77 m | 17      | 22     | Рамнику Валча        |
| 54  | ЛБ   | Тира Акснер            | 18. март 2002.        | 1,78 m | 20      | 33     | Никебинг Фалстер     |